# Zewana Chasma
Lo Zewana Chasma è una struttura geologica della superficie di Venere.